# Niegowić (gromada)
Niegowić – dawna gromada, czyli najmniejsza jednostka podziału terytorialnego Polskiej Rzeczypospolitej Ludowej w latach 1954–1972.
Gromady, z gromadzkimi radami narodowymi (GRN) jako organami władzy najniższego stopnia na wsi, funkcjonowały od reformy reorganizującej administrację wiejską przeprowadzonej jesienią 1954 do momentu ich zniesienia z dniem 1 stycznia 1973, tym samym wypierając organizację gminną w latach 1954–1972.
Gromadę Niegowić z siedzibą GRN w Niegowici utworzono – jako jedną z 8759 gromad na obszarze Polski – w powiecie bocheńskim w woj. krakowskim, na mocy uchwały nr 18/IV/54 WRN w Krakowie z dnia 6 października 1954. W skład jednostki weszły obszary dotychczasowych gromad Niegowić, Niewiarów, Wiatowice, Krakuszowice i Cichawa ze zniesionej gminy Niegowić w tymże powiecie. Dla gromady ustalono 24 członków gromadzkiej rady narodowej.
31 grudnia 1959 do gromady Niegowić przyłączono obszar zniesionej gromady Marszowice.
30 czerwca 1960 do gromady Niegowić przyłączono wieś Wieniec ze zniesionej gromady Stradomka.
31 grudnia 1961 do gromady Niegowić przyłączono wsie Czyżów, Świątniki, Szczytniki i Zborczyce ze zniesionej gromady Brzezie.
Gromada przetrwała do końca 1972 roku, czyli do kolejnej reformy gminnej. 1 stycznia 1973 reaktywowano gminę Niegowić.